# Отнога (озеро)
Отно́га — пресное степное озеро в северо-восточной части Челябинской области в Красноармейском районе в 94 километрах от города Челябинска. На юго-западной оконечности озера расположена деревня Тири́куль. В Отногу не впадают реки, питается она дождями, а также в неё впадающими ручьями. Связь через внутриплотинную трубу с Отногой имеет озеро Тирикуль.
Площадь водной поверхности озера — 1,4 км². Средняя глубина озера 1,5 метра, максимальная глубина — 2,5 метра.